# Baranjsko Petrovo Selo
Baranjsko Petrovo Selo är en ort i Kroatien.   Den ligger i länet Baranja, i den östra delen av landet, 190 km öster om huvudstaden Zagreb. Baranjsko Petrovo Selo ligger 90 meter över havet och antalet invånare är 525.
Terrängen runt Baranjsko Petrovo Selo är mycket platt. Runt Baranjsko Petrovo Selo är det ganska glesbefolkat, med 34 invånare per kvadratkilometer. Närmaste större samhälle är Beli Manastir, 10,4 km öster om Baranjsko Petrovo Selo. Trakten runt Baranjsko Petrovo Selo består till största delen av jordbruksmark.